# رنين مغزلي إلكتروني

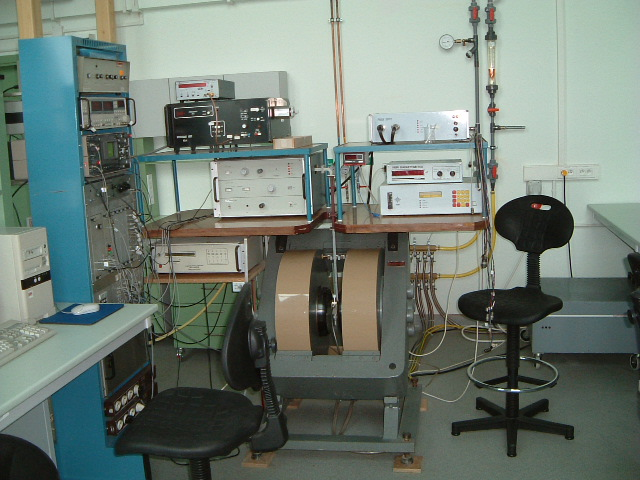
مطياف EPR.

الرنين المغزلي الإلكتروني (يرمز له اختصاراً EPR من Electron paramagnetic resonance) هي طريقة لدراسة خواص مواد في ذرتها إلكترون منفرد. الطريقة شبيهة ب الرنين النووي المغناطيسي NMR ولكن يستغل عزم مغزلي لإلكترون وإثارته بدلا من إثارة العزم المغزلي للنواة الذرية. ونظرا لان معظم الجزيئات المستقرة تكون الإلكترونات فيه موزعة إزدواجيا، فإن طريقة التحليل بالرنين المغناطيسي الإلكتروني أقل شيوعا عن استخدام الرنين النووي المغناطيسي.
درس الرنين المغناطيسي الإلكتروني أول مرة من العالم «يفيغني زافويسكي» من جامعة كازان بالاتحاد السوفييتي في عام 1944 . كما طبق في نفس الوقت من «بريبس بليني» في جامعة أكسفورد، ولم يكن قد وصله علم عن أعمال زافويسكي.

## الإشارة من الرنين المغناطيسي الإلكتروني
لكل إلكترون عزم مغناطيسي وعزم مغزلي، يرمز له بالسبن أو عدد كم مغزلي {\displaystyle s={\tfrac {1}{2}}}، وتقترن به عزم مغناطيسي {\displaystyle m_{\mathrm {s} }=+{\tfrac {1}{2}}} و{\displaystyle m_{\mathrm {s} }=-{\tfrac {1}{2}}}.
وفي وجود مجال مغناطيسي خارجي وتكون شدته {\displaystyle B_{\mathrm {0} }}، فإن عزم الإلكترون المغناطيسي يوجه نفسه إما موازيا لخطوط المجال المغناطيسي الخارجي أو في الإتجاه المعاكس ({\displaystyle m_{\mathrm {s} }=-{\tfrac {1}{2}}}) أو في الإتجاه المعاكس ({\displaystyle m_{\mathrm {s} }=+{\tfrac {1}{2}}})، وتتميز كل حالة من تلك الحالتين بطاقة معينة للإلكترون نظرا لتأثير زيمان.
فتبلغ طاقة الإلكترون:
{\displaystyle E=m_{\mathrm {s} }g_{\mathrm {e} }\mu _{\mathrm {B} }B_{\mathrm {0} }}
حيث:
- {\displaystyle g_{\mathrm {e} }} هو (معامل لاندي)، وهو يساوي {\displaystyle g_{\mathrm {e} }=2.0023} للإلكترون الحر[2]
- {\displaystyle \mu _{\mathrm {B} }} مغنطون بور.

وتحت تأثير المجال المغناطيسي الخارجي وتأثيره على العزم المغناطيسي للإلكترون فيكون الفرق في طاقتي الإلكترون بين التأثير الموازي لعزم الإلكترون المغناطيسي والتأثير المعاكس لعزم الإلكترون المغناطيسي هو المقدار:
{\displaystyle \Delta E=g_{\mathrm {e} }\mu _{\mathrm {B} }B_{\mathrm {0} }}
للإلكترون المنفرد في ذرة (أي الذي ليس مربوطا ارتباطا زوجيا بإلكترون ثاني في الذرة، وهذا يعتمد على نوع الذرة).
وعند إجراء التجربة بتسليط مجال مغناطيسي خارجي على ذرات تحتوي على إلكترون منفرد فيبدو هذا الفرق في طاقة إلكترون عزمه المغناطيسي موازي للمجال المعناطيسي الخارجي وإلكترون آخر منفرد في ذرة أخرى يكون عزمه المعناطيسي معاكسا لاتجاه خطوط المجال المغناطيسي يبدو هذا الفرق في طاقتي الإلكترونين في هيئة أنشقاق في خط الطيف الذي نستطيع قياسه. هذا الانشقاق يتناسب تناسبا طرديا مع شدة المجال المغناطيسي الخارجي.
الرسم التالي يوضح انشقاق خطوط طيف الإلكترون في الحالتين، ويتزايد الانشقاق بزيادة شدة المجال المغناطيسي الخارجي المسلط على الذرات طبقا للحالتين -ms , ms.
ms هي اختصار لـ m ، من كلمة magnetic ; وs من كلمة سبن spin.
يستطيع الإلكترون المنفرد في الذرة الانتقال بين تلك الحالتين عن طريق امتصاص فوتون أو إصدار فوتون إذا كانت طاقة الفوتون {\displaystyle h\nu } مناسبة لحدوث رنين {\displaystyle h\nu =\Delta E} . وهذا يقودنا إلى المعادلة الرياضية التي تصف مطيافية الرنين المغناطيسي للإلكترون EPR spectroscopy:
{\displaystyle h\nu =g_{\mathrm {e} }\mu _{\mathrm {B} }B_{\mathrm {0} }}
وعمليا تسمح تلك المعادلة بتعيين قيم مختلفة للترددات خطوط الطيف المقاسة بتغيير شدة المجال المغناطيسي الخارجي. وتجرى معظم التجارب باستخدام ميكروويف وبشدة مجال مغناطيسي يبلغ نحو بين
9000–10000 ميجا هرتز (تعادل 9–10 جيجا هرتز)، أو 3500 جاوس أو (0.35 تسلا).
وللحصول على طيف الرنين المغناطيسي للإلكترون فيمكن إما تغيير تردد الفوتونات (الأشعة الضوئية) المسلطة على العينة والاحتفاظ بالمجال المغناطيسي ثابتا أو بالعكس. وعادة نعمل بمجال مغناطيسي شدته ثابتة. وفي العينة في العادة تكون فيها عدة مراكز بارامغناطيسية (قابلة للتمغنط) من الجذور الحر من الجزيئات وتعرّض لموجات ميكروويف عند تردد ثابت.
وبتغيير شدة المجال المغناطيسي الخارجي فتتسع المسافة بين الحالتين {\displaystyle m_{\mathrm {s} }=+{\tfrac {1}{2}}} و{\displaystyle m_{\mathrm {s} }=-{\tfrac {1}{2}}} حتى تتساوي مع طاقة الميكروويف، كما هو موضح في الرسم البياني أعلاه.
وهذه هي طريقة تعيين طيف الرنين المغناطيسي للإلكترون.

## استخداماته
يستخدم الرنين المغناطيسي الإلكتروني في دراسة «الفيزياء الحيوية» (الفيزياء في علم الأحياء) وفي دراسة أنصاف الموصلات التي يصنع منها الترانزستور. ويمكن استخدام طريقة القياس هذه على كائنات حية بحيث لا تضر. وبالتالي يمكن الكشف عن أنسجة مريضة.
كما أن الرنين المغناطيسي الألكتروني يستخدم في دراسة خواص المواد. فيمكن بواسطته قياس كمية الشوائب في خلية شمسية التي تستخدم في الألواح الضوئية عن طريق قياس الاختلالات المغناطيسية فيها.
كما يمكن تطبيقها في دراسة الجزيئات الكبيرة مثل البروتينات والدنا والرنا.

## اقرأ أيضا
- مطيافية الرنين المغناطيسي النووي للبروتين
- ترابط مغزلي مداري
- عدد كم مغزلي
- رباعي اقطاب
- ذرة
- مدار ذري
- بدارية لارمور
- نسبة مغناطيسية دورانية
- علاج بالرنين المغناطيسي
- رنين نووي مغناطيسي